# Palacio del Parlamento Rumano
El Palacio del Parlamento Rumano (en rumano: Palatul Parlamentului din România) es la sede de las dos cámaras del Parlamento de Rumania. Está situado sobre la Colina Spirii (en rumano: Dealul Spirii) en el centro de Bucarest, siendo el edificio administrativo civil más grande del mundo y es el segundo edificio más grande del mundo después del Pentágono estadounidense. Es además el edificio administrativo más costoso y pesado. Se extiende sobre un área total de 340.000 m². 
El palacio fue diseñado por la arquitecta Anca Petrescu cuando tenía 28 años. Casi fue terminado por el régimen de Ceaușescu como la sede del poder político y administrativo, a costa de la demolición de una gran área del centro de la ciudad. La estructura del edificio y su construcción fueron planificados en "Proiect București", el principal instituto de ingeniería civil de Bucarest. El jefe del proyecto fue el ingeniero Valentin Georgescu. Nicolae Ceaușescu lo bautizó como Casa del Pueblo (en rumano: Casa Poporului), también siendo conocido en el ámbito angloparlante como Palacio del Pueblo.
El edificio fue renombrado por el Estado tras la caída del gobierno socialista, ya que el palacio fue inicialmente destinado para la nueva sede del Partido Comunista de Rumania. No obstante, muchos rumanos lo siguen llamando coloquialmente Casa del pueblo. Costó 3 000 millones de dólares, lo que lo convierte en el quinto edificio más costoso de la historia.
El palacio se puede visitar siempre y cuando se haga una llamada previa para una reserva. Está permanentemente custodiado por el Servicio Rumano de Informaciones (en rumano: Serviciul Român de Informații (SRI)) y se estima que siempre hay agentes de civil en los alrededores, aparte del dispositivo de seguridad uniformado.[cita requerida]

## Historia
Su construcción se inició en el año 1985 a instancias del presidente Nicolae Ceauşescu, bajo la dirección de la arquitecto jefe Anca Petrescu. Fue necesaria la demolición de varios barrios de la parte alta de la ciudad con un total de doce iglesias, dos sinagogas, tres monasterios y más de 7000 casas.
El edificio está formado por doce plantas en superficie, 8 subterráneas, 315.000 m² de extensión, de los que más de 250.000 superan los 86 metros de altura y 92 metros de profundidad. Trabajaron más de 20.000 personas en turnos las 24 horas del día, miles de ingenieros y arquitectos.
Para su decoración se utilizaron maderas nobles (nogal, cerezo, olmo, roble), mármoles, alfombras de 5 cm de espesor, lámparas de bronce, aluminio y cristal con cientos de bombillas, candelabros de casi 2 metros de altura, puertas de 5 toneladas de peso, etc.
El palacio se compone de unas 40 salas, ideadas para banquetes y recepciones, despachos, habitaciones, etc. El presidente habría intervenido directamente en las obras, junto al equipo de ingenieros.
A la muerte de Ceaușescu, en 1989, muchas partes del edificio continuaban en obras. En 1990 el gobierno de Ion Iliescu se planteó su demolición. Entre las propuestas destacaba su conversión en casino o cubrirlo de tierra a modo de monumento contra el comunismo. Finalmente se decidió que albergaría el Parlamento, pese a que continúa sin finalizar.
Desde 1996, el edificio ha albergado la Cámara de Diputados de Rumanía, que anteriormente tuvo su sede en el Palacio del Patriarcado; el Consejo Legislativo rumano y el Consejo de Competencia. El Senado de Rumanía les siguió en 2005, siendo su anterior sede el edificio del anterior Comité Central del Partido Comunista de Rumanía. El palacio también tiene un gran número de salas de conferencias, salones y otros recintos, que son empleados para una amplia variedad de propósitos. Se organizan visitas guiadas con traducción en diferentes idiomas. Aun así, alrededor del 70% del edificio continúa estando vacío.
Entre 2003 y 2004 se construyó un anexo de vidrio, así como ascensores externos. Esto se hizo para facilitar el acceso al Museo Nacional de Arte Contemporáneo (MNAC), abierto en 2004 dentro del ala oeste del Palacio del Parlamento, así como al Museo y Parque del Totalitarismo y Realismo Socialista, abierto en el mismo año.
El comedor de los legisladores ha sido reacondicionado.[cita requerida] La Iniciativa de Cooperación del Sudeste de Europa (ICSE), organización dirigida a la cooperación regional entre los gobiernos para detener el crimen entre sus fronteras, también tiene su sede en el edificio.[cita requerida]
En 2008, el palacio albergó la 20.ª Cumbre de la OTAN. En 2010, el político Silviu Prigoană propuso transformar el edificio en un centro comercial y un complejo de entretenimientos. Citando los costos, Prigoană dijo que el Parlamento debería mudarse a un nuevo edificio, ya que ocupaba solamente el 30% del enorme palacio. Mientras la propuesta inició un debate en Rumanía, el político Miron Mitrea descartó la idea como una "broma".
Bucharestring es un circuito callejero que rodea el Palacio del Pueblo y se ha usado en competiciones internacionales de automovilismo de velocidad. En la actualidad, se está construyendo junto al palacio la Catedral de la Salvación del Pueblo Rumano, que será la catedral nacional y el edificio más alto de Rumania.

## Imágenes

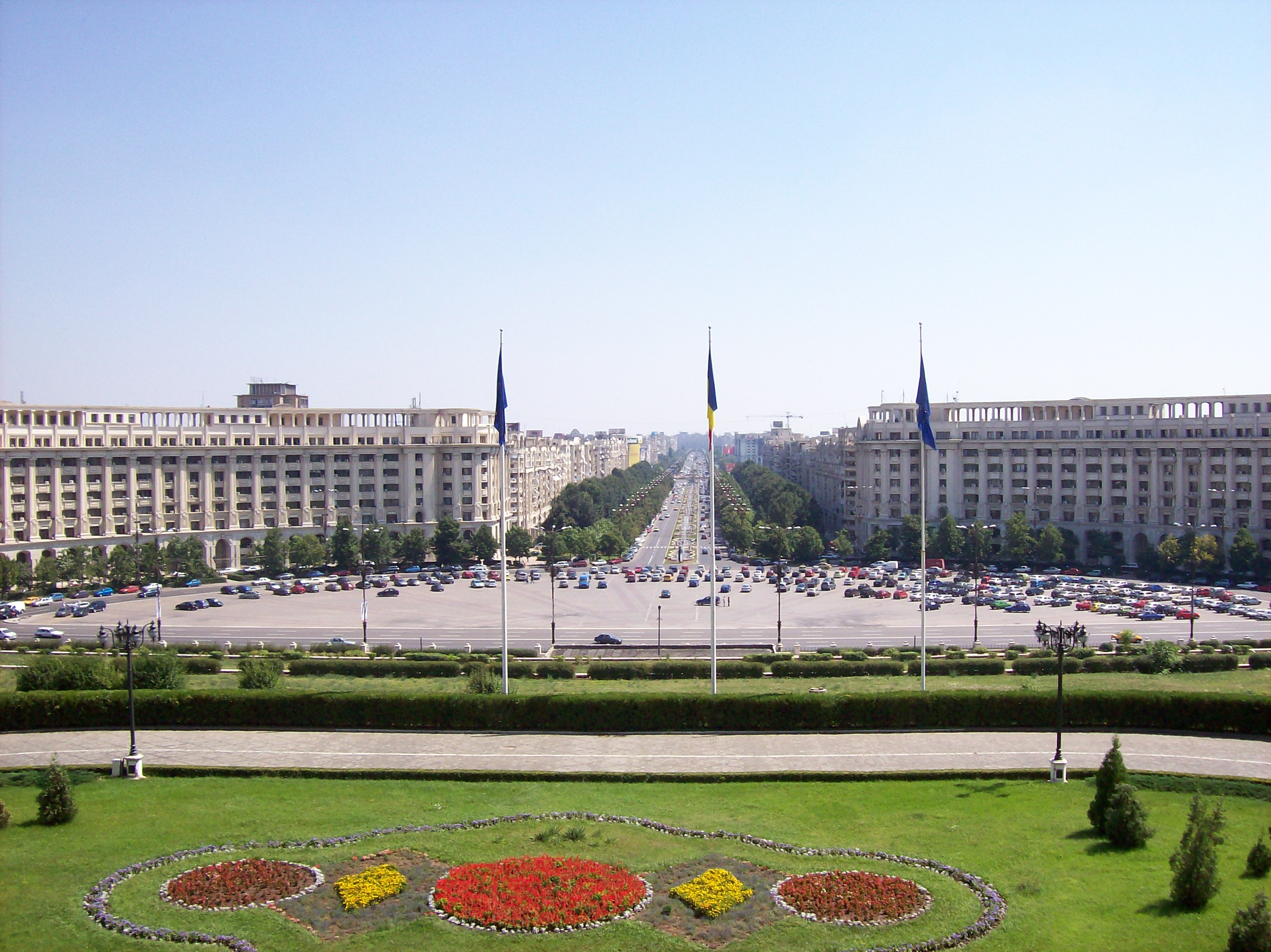
Vista del bulevar Unirii desde el Palacio.
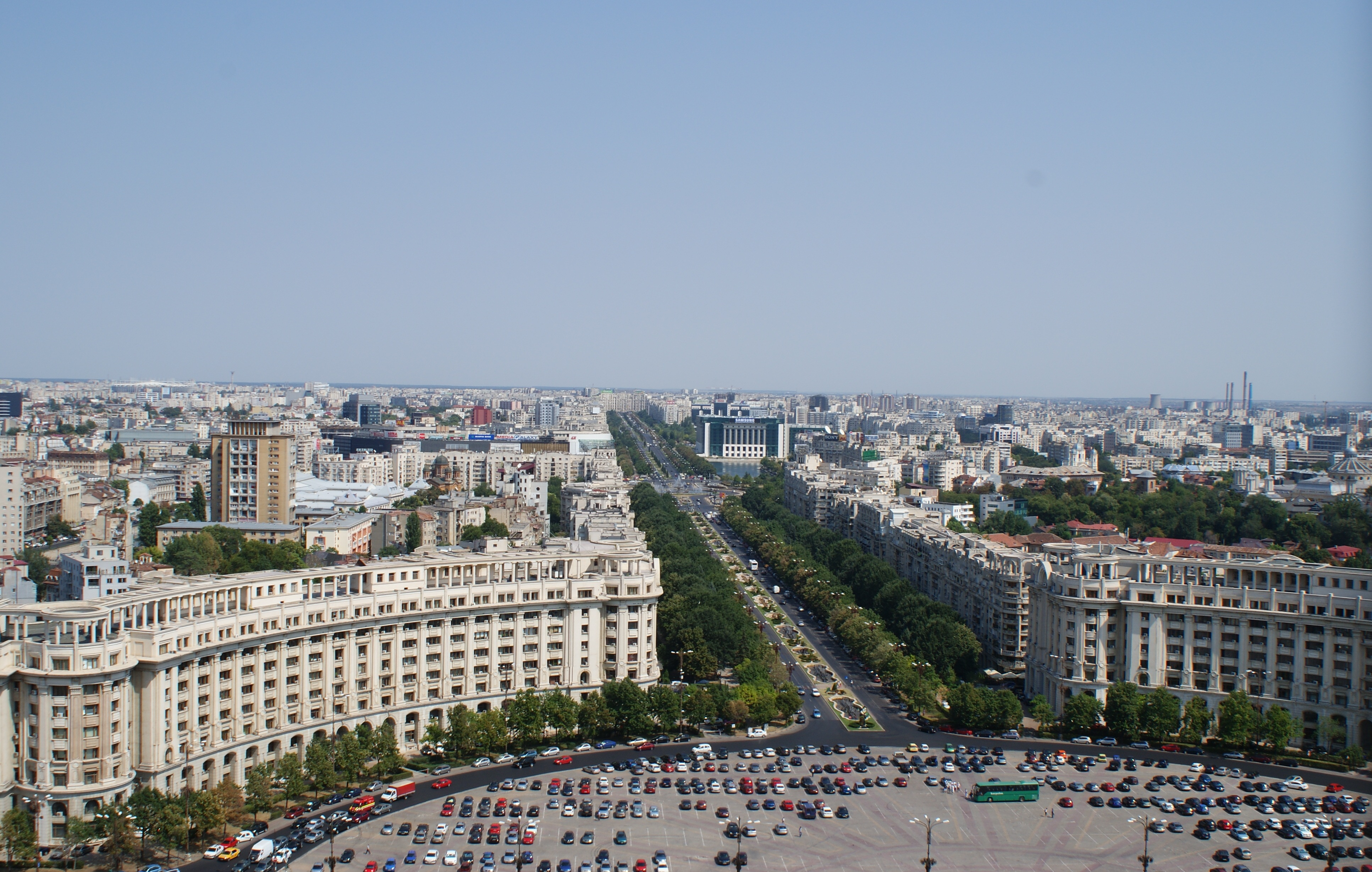
Vista de Bucarest desde el Palacio.
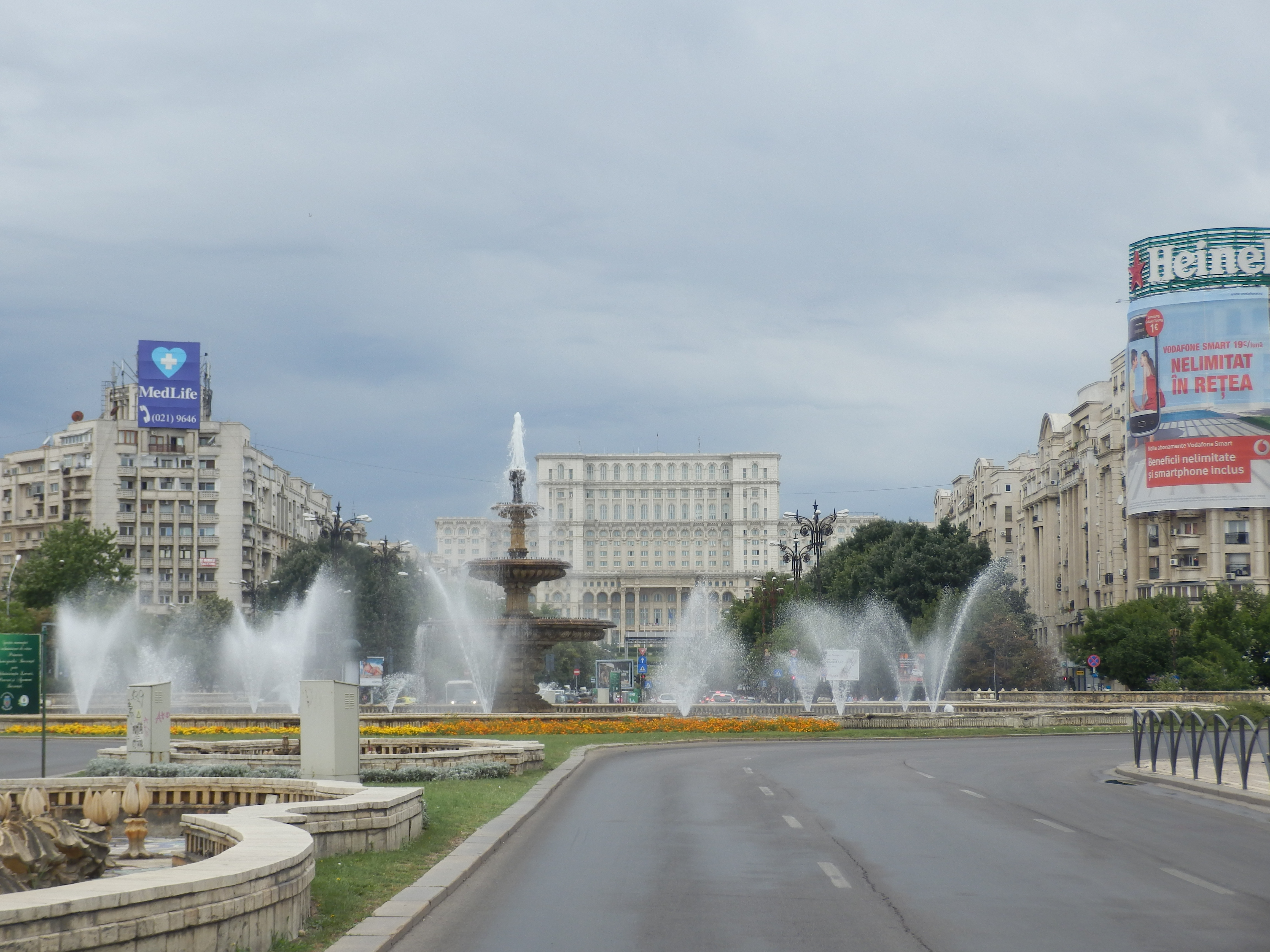
En segundo plano, la fachada del Palacio.
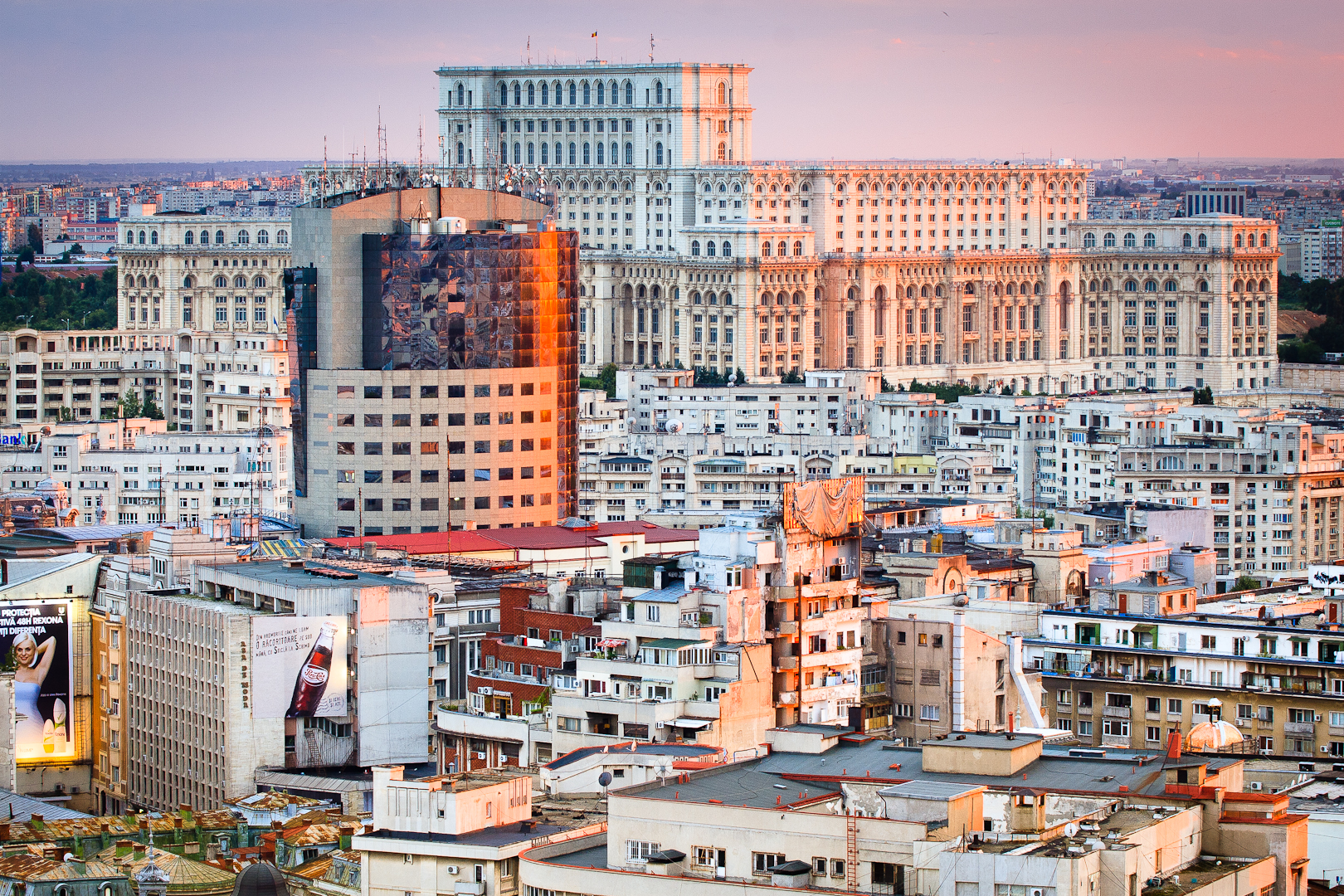
Palacio del Parlamento.